# Tiroteo de Abu Khashab de 2022
El tiroteo de Abu Khashab de 2022 ocurrió el 28 de abril de 2022 cuando siete personas murieron después de que hombres armados del Estado Islámico asaltaran una casa en Abu Khashab, gobernación de Deir ez-Zor, Siria.

## Ataque
Hombres armados del Estado Islámico en motocicletas irrumpieron en una casa alojada por el ex portavoz de las Fuerzas Democráticas Sirias, Nouri Hamish, durante el iftar que se realizaba para marcar el final del ayuno del Ramadán. Muchos de sus amigos asistían a la reunión.
Siete personas murieron, incluido Nouri Hamish, mientras que otras cuatro resultaron heridas. El ataque terminó después de que los perpetradores fueran confrontados por lugareños, lo que provocó que los pistoleros huyeran.
Posteriormente, el Estado Islámico se atribuyó la responsabilidad del ataque, diciendo que era parte de una operación llamada "Venganza por dos jeques" que se lanzó en represalia por los asesinatos de Abu Ibrahim al-Hashimi al-Qurashi y Abu Hamza al-Qurashi.